# Яковлев, Иван Ионович
Иван Ионович Яковлев (1894—1971) — организатор судостроительной промышленности, ректор Ленинградского кораблестроительного института (1933—1941).

## Биография
Родился в деревне Систа Ораниенбаумского района Ленинградской области в семье рыбака. Служил матросом Балтийского флота, принимал участие в революционных боях, в снабжении Петрограда продовольствием и топливом, а позже — в восстановлении отечественного торгового флота.
В 1929 году начал учёбу в Ленинградской промышленной академии, после окончания которой был направлен в объединение «Союзверфь» на должность начальника планового отдела.
В 1933 году И. И. Яковлев был назначен директором Ленинградского кораблестроительного института. Проявил организаторские способности в период становления вуза.
В 1941 году ушёл добровольцем на фронт Великой Отечественной войны. В начале июля 1941 года прибыл в Мурманск, воевал в составе 12-й бригады морской пехоты Северного флота.
Закончил войну в звании майора. В 1946 году демобилизовался и поселился в Риге, работал в Министерстве коммунального хозяйства.
Занимался литературной деятельностью: опубликовал 5 книг, 6 очерков, 80 статей в газетах и журналах, посвящённых судостроительной тематике. Широкую известность получила монография И. И. Яковлева «Корабли и верфи», в которой в форме очерков рассказывается об основных этапах развития отечественного судостроения со времён Киевской Руси до советских времён.

## Награды
Награждён орденом «Красной звезды», медалями «За отвагу», «За оборону Советского Заполярья», «За победу над Германией в Великой Отечественной войне 1941—1945 гг».

## Публикации
- Корабли и верфи : рассказы / И. И. Яковлев. — 2-е изд. — Л. : Судостроение, 1973. — 360 с.
- Яковлев И. И. Цены и сроки постройки кораблей в капиталистических странах. — Л.: Судпромгиз, 1941.